# Intsia palembanica
Intsia palembanica Miq., nota anche come Merbau, è una pianta arborea della famiglia delle Fabacee, originaria del Sud-Est Asiatico e delle isole del Pacifico sudoccidentale..

## Descrizione

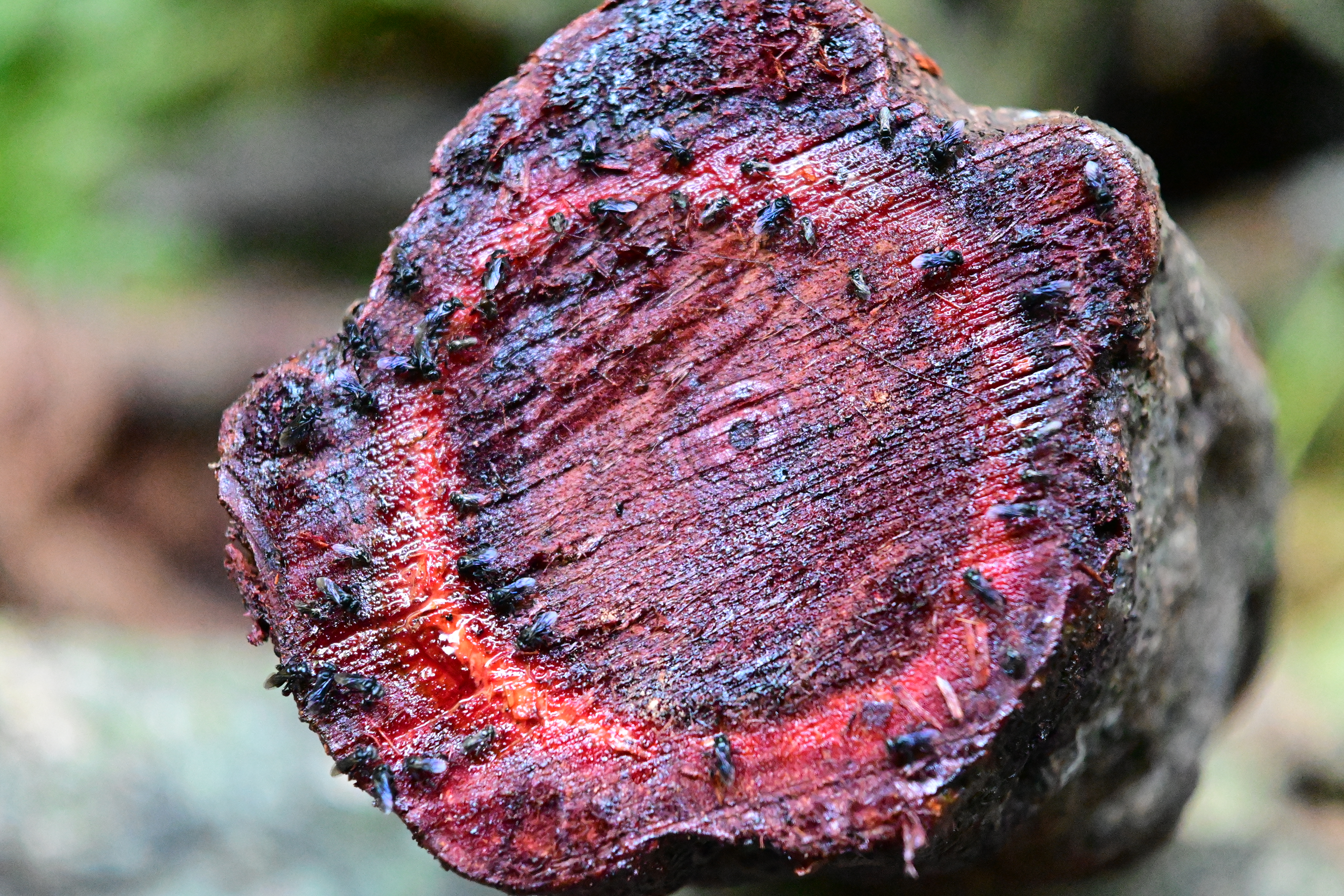
Sezione trasversale del tronco di un albero Intsia palembanica

Si differenzia da Intsia bijuga per il diverso numero di foglioline costituente le loro foglie composte.

## Simbologia
Dal 23 Agosto 2019 I. palembanica è l'albero nazionale della Malaysia, dove è conosciuto con il nome di pokok merbau
.